# 西安西站
西安西站，原名阿房宫站，位于中华人民共和国陕西省西安市长安区王寺街道北陶村，车站与沣东CBD核心区直线距离1.5公里，东距秦阿房宫遗址4.5公里，是西成客运专线上的高铁站，于2017年12月6日通车启用，由西安局集团管辖。本站于2023年2月28日更名为「西安西站」，同时原陇海铁路西安西站更名为莲湖站。

## 车站结构

### 站房
西安西站站房面积5896.5平方米，其中建筑面积为1636.8平方米。站房采用了秦汉建筑特征，体现中国先秦文化的特色。西安西站站房为线侧下式站房，采用“下进下出”的客流组织，站房与站场设有2座进出站地道。未来车站还将建设西站房。
- 售票处
- 候车室
- 车站检票口
- 进出站地道
- 车站站房（宣布更名前）
- 车站站房（更名前一天）

### 站场
西安西站站场位于二层，目前有西成客运专线经过，设有3台7线；未来规划在既有站场北侧设有城际场，有关中城际铁路经过，设有三台五线。
| 2F | 5站台    | 西成客运专线 往西安北方向（西安北）        |
| 2F | 島式月台 |                                            |
| 2F | 4站台    | 西成客运专线 往西安北方向（西安北）        |
| 2F | 通过线   | 西成客运专线 上行列车                      |
| 2F | 通过线   | 西成客运专线 下行列车                      |
| 2F | 3站台    | 西成客运专线 往成都东方向（鄠邑）          |
| 2F | 島式月台 |                                            |
| 2F | 2站台    | 西成客运专线 往成都东方向（鄠邑）          |
| 2F | 1站台    | 西成客运专线 往成都东方向（鄠邑）          |
| 2F | 侧式月台 |                                            |
| 1F | 站房     | 出站口、进站口、售票、候车、检票、办公区域 |
| 1F | 接驳交通 | 停车场、公交站                             |

## 接驳交通

### 公交
西安西高铁站接驳821路、822路、825路、1061路、1063路公交路线。

| 西安西站                    | 西安西站             | 西安西站 | 西安西站                   | 西安西站   |
| 编号                        | 路线                 | 路线     | 路线                       | 备注       |
| --------------------------- | -------------------- | -------- | -------------------------- | ---------- |
| K1                          | 鱼化桥               | ⇆        | 西周大道沣东三路口         | 工作日开行 |
| 821                         | 宜家家居             | ⇆        | 锦业路丈八六路口           | 原 X101    |
| 825                         | 三桥地铁站           | ⇆        | 西周大道沣东三路口         | 原 X105    |
| 1061                        | （咸阳）白马河地铁站 | ⇆        | （西安）西周大道沣东三路口 |            |
| 1314西咸新区旅游 示范公交线 | 暂停服务             | 暂停服务 | 暂停服务                   | 暂停服务   |

### 地铁
远期规划中的西安地铁11号线会经过本站，车站设在东广场上。